# 旱杜根藤
旱杜根藤（学名：Calophanoides siccanea），为爵床科杜根藤属下的一个植物种。